# European Centre for Certification and Privacy
European Centre for Certification and Privacy (ECCP) è un'organizzazione europea con sede a Lussemburgo. La sua missione è quella di sostenere la ricerca e la standardizzazione nel campo della regolamentazione dei dati e della compliance normativa.
ECCP agisce in qualità di titolare del programma Europrivacy, il Sigillo europeo di protezione dei dati, che è la certificazione ufficiale europea sulla protezione dei dati ai sensi del Regolamento generale sulla protezione dei dati (GDPR). Ai sensi dell'art. 42 GDPR, lo scopo di questa certificazione è quello di dimostrare "la conformità al GDPR delle operazioni di trattamento da parte dei titolari e dei responsabili del trattamento". Europrivacy è stato approvato dal Comitato europeo per la protezione dei dati (EDPB) ed è riconosciuto in tutti gli Stati membri dell'UE e dello SEE.
ECCP gestisce anche altri schemi di certificazione, quali:
- Schema di certificazione della legge sull'IA;
- Criteri di certificazione della direttiva ePrivacy;
- Criteri di certificazione della normativa sui dati;
- Criteri di certificazione del Data Governance Act;
- Trust Scale Levels (TSL).

ECCP è inoltre attivamente impegnato nella ricerca europea sulla regolamentazione dei dati e sulla compliance normativa, anche in settori come i data spaces e la ricerca medica.